# McDonough County
Das McDonough County ist ein County im US-amerikanischen Bundesstaat Illinois. Im Jahr 2010 hatte das County 32.612 Einwohner und eine Bevölkerungsdichte von 21,4 Einwohnern pro Quadratkilometer. Der Verwaltungssitz (County Seat) ist Macomb.

## Geografie
Das County liegt im Westen von Illinois und wird vom La Moine River durchflossen, einem Nebenfluss des Illinois River.
Es hat eine Fläche von 1528 Quadratkilometern, wovon zwei Quadratkilometer Wasserfläche sind.
An das McDonough County grenzen folgende Nachbarcountys:
| Henderson County | Warren County   |               |
| Hancock County   |                 | Fulton County |
|                  | Schuyler County |               |

## Geschichte

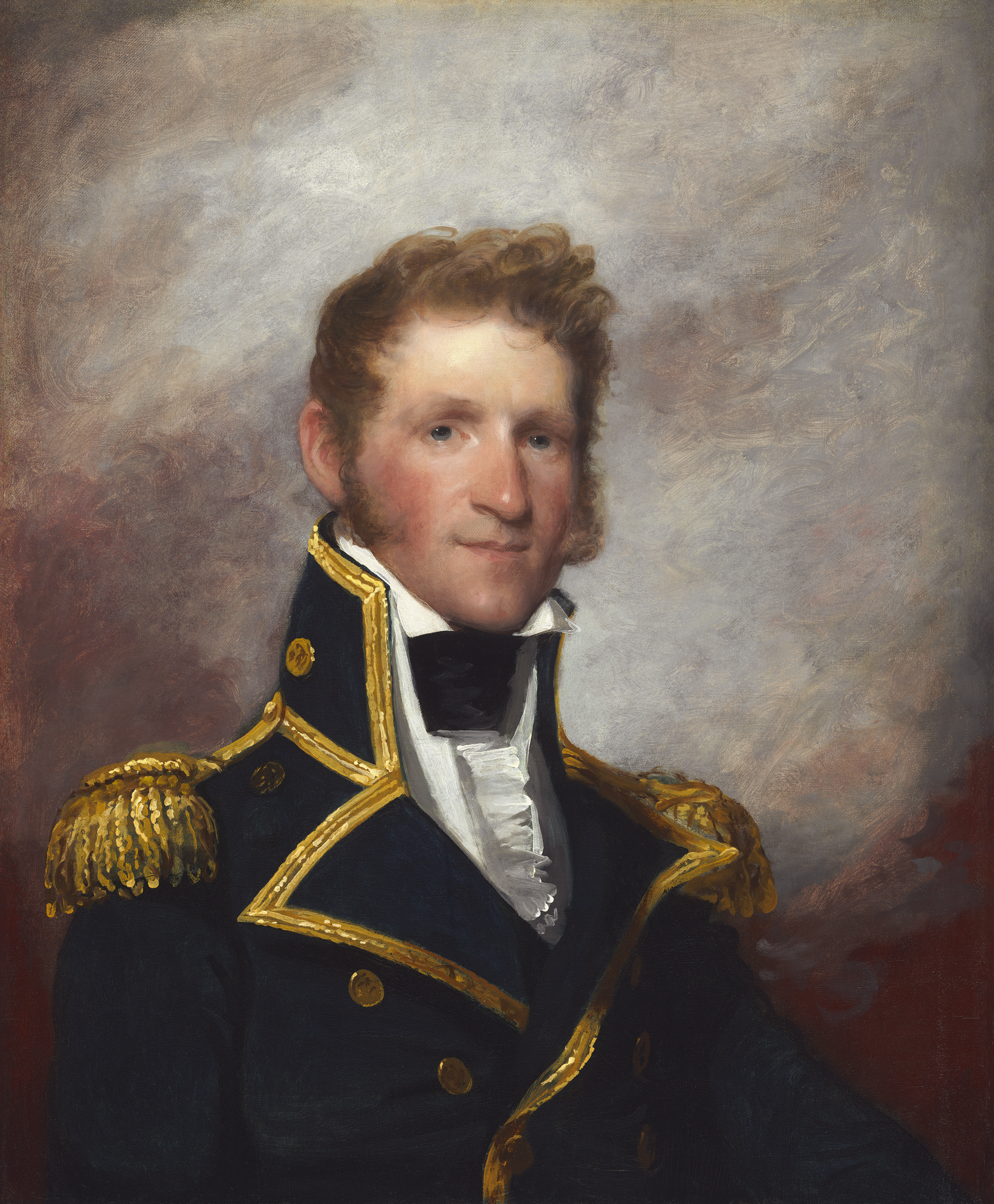
McDonough

Das McDonough County wurde am 25. Januar 1826 aus dem Schuyler County gebildet. Benannt wurde es nach Thomas Macdonough, einem Kriegshelden aus dem Krieg von 1812 und Commodore der US-Navy.

## Demografische Daten
Nach der Volkszählung im Jahr 2010 lebten im McDonough County 32.612 Menschen in 12.834 Haushalten. Die Bevölkerungsdichte betrug 21,4 Einwohner pro Quadratkilometer. In den 12.834 Haushalten lebten statistisch je 2.1 Personen.
Ethnisch betrachtet setzte sich die Bevölkerung zusammen aus 90,4 Prozent Weißen, 5,1 Prozent Afroamerikanern, 1,7 Prozent amerikanischen Ureinwohnern, 2,8 Prozent Asiaten sowie aus anderen ethnischen Gruppen; 1,7 Prozent stammten von zwei oder mehr Ethnien ab. Unabhängig von der ethnischen Zugehörigkeit waren 2,8 Prozent der Bevölkerung spanischer oder lateinamerikanischer Abstammung.
15,7 Prozent der Bevölkerung waren unter 18 Jahre alt, 69,8 Prozent waren zwischen 18 und 64 und 14,5 Prozent waren 65 Jahre oder älter. 50,5 Prozent der Bevölkerung war weiblich.

Das jährliche Durchschnittseinkommen eines Haushalts lag bei 34.186 USD. Das Pro-Kopf-Einkommen betrug 18,854 USD. 2,1 Prozent der Einwohner lebten unterhalb der Armutsgrenze.

## Ortschaften im McDonough County
Citys
- Bushnell
- Colchester
- Macomb

Villages
| - Bardolph - Blandinsville - Good Hope - Industry | - Prairie City - Sciota - Tennessee |

Census-designated places (CDP)
- Adair
- Georgetown

Andere Unincorporated Communities
| - Colmar - Doddsville - Fandon - New Philadelphia | - Pennington Point - Scottsburg - Walnut Grove |

## Gliederung
Das McDonough County ist in 19 Townships eingeteilt:
| Township               | Einwohner (2010) | FIPS     |
| ---------------------- | ---------------- | -------- |
| Bethel Township        | 327              | 17-05638 |
| Blandinsville Township | 846              | 17-06483 |
| Bushnell Township      | 3.272            | 17-10123 |
| Chalmers Township      | 686              | 17-12333 |
| Colchester Township    | 1.837            | 17-15391 |
| Eldorado Township      | 134              | 17-22996 |
| Emmet Township         | 1.288            | 17-24101 |
| Hire Township          | 229              | 17-35333 |
| Industry Township      | 733              | 17-37452 |
| Lamoine Township       | 516              | 17-41820 |

| Township              | Einwohner (2010) | FIPS     |
| --------------------- | ---------------- | -------- |
| Macomb Township       | 502              | 17-45902 |
| Macomb City Township  | 19.288           | 17-45915 |
| Mound Township        | 283              | 17-50738 |
| New Salem Township    | 369              | 17-52792 |
| Prairie City Township | 510              | 17-61561 |
| Sciota Township       | 539              | 17-68211 |
| Scotland Township     | 448              | 17-68250 |
| Tennessee Township    | 336              | 17-74678 |
| Walnut Grove Township | 469              | 17-78591 |
|                       |                  |          |